# Behavioral and Brain Sciences
Behavioral and Brain Sciences (abrégé en Behav. Brain Sci.) est une revue scientifique à comité de lecture qui publie des articles dans les domaines des sciences cognitives et de la psychologie. Elle se distingue par son format original, chaque numéro comportant deux ou trois « target articles » (littéralement « articles cibles ») d'une vingtaine de pages suivi de nombreux commentaires de moins d'une page par d'autres chercheurs du même domaine et finalement d'une synthèse par les auteurs du premier article.
D'après le Journal Citation Reports, le facteur d'impact de ce journal était de 19,045 en 2009. Actuellement, la direction de publication est assurée par Paul Bloom (Université Yale, États-Unis) et Barbara L. Finlay (Université Cornell, États-Unis).